# Epicauta caustica
Epicauta caustica är en skalbaggsart som beskrevs av Rojas 1857. Epicauta caustica ingår i släktet Epicauta och familjen oljebaggar. Inga underarter finns listade i Catalogue of Life.